# Snäckjordlöpare
Snäckjordlöpare (Cychrus caraboides) är en skalbagge i familjen jordlöpare (Carabidae).  

## Kännetecken
Den är svart och har ett långt utdraget huvud. Den är 12-20 mm lång.

## Utbredning
Den finns endast i Europa. Den finns i hela Sverige men är inte talrik.

## Levnadssätt
Snäckjordlöparen lever i fuktiga lövskogar där den jagar snäckor. Den använder då det långdragna huvudet som ett verktyg som den kan sticka långt in i snäckans skalöppning. Den har sammanvuxna täckvingar och kan således inte flyga. Vid fara kan den spruta en gul vätska från bakänden.